# Walter White
Walter Hartwell White é um personagem fictício da série de televisão dramática norte-americana Breaking Bad. Foi criado por Vince Gilligan e é interpretado por Bryan Cranston. Walter era um químico promissor e um dos fundadores da bilionária empresa Gray Matter Technologies, porém logo saiu dela, vendendo suas partes nas ações por US$ 5 mil por razões pessoais, tornando-se um professor de química infeliz e desiludido. Após ser diagnosticado com câncer pulmonar nível 3, resolve fabricar metanfetamina para garantir a segurança financeira de sua família após sua morte.
Desesperado com o fato que sua família irá passar necessidades após sua morte, decide que fará qualquer coisa para que não sofram com isso. Impulsionado pelo desejo, adrenalina e medo de não oferecer dignidade a sua família, aproveita de suas habilidades e conhecimentos em química, a favor do crime. Com o decorrer da série, Walter gradualmente se torna sombrio e mais perverso, sofrendo uma significativa mudança psicológica em relação ao começo da série.

## Impacto na vida real

### Culto seguinte
Com o tempo, Walter White desenvolveu um culto de seguidores, gerando sites de fãs como "Heisenberg Labs", "Walt's Wardrobe" e "Save Walter White", que é uma réplica exata do site criado por Walter White Jr. (filho de Mr. White), para arrecadar dinheiro para pagar pelos tratamentos contra o câncer de seu pai. Um videogame Breaking Bad estilo plataforma foi criado como uma homenagem a Walter White. Em 2015, o criador da série, Vince Gilligan, pediu publicamente aos fãs da série que parassem de reencenar uma cena em que Walt furiosamente lança uma pizza no telhado depois que Skyler se recusa a deixá-lo entrar. Isso veio após os proprietários da casa, utilizada como cenário na série, terem reclamado que a propriedade tem sido alvo de constantes arremessos de pizzas pelos fãs. Dois anos depois os proprietários construíram uma cerca de metal em volta da casa.

### Obituário e funeral
Um grupo de fãs de Breaking Bad colocou um obituário pago por Walter White no Jornal de Albuquerque em 4 de outubro de 2013. Em 19 de outubro de 2013, o ator Jackamoe Buzzell organizou uma procissão fúnebre simulada (incluindo um carro fúnebre e uma réplica do laboratório de metanfetamina de Walt RV) e serviço para o personagem foi realizada no cemitério de Sunset Memorial Park em Albuquerque. Uma lápide foi colocado com uma foto de Cranston como Walt, que está permanentemente localizada em uma parede externa no endereço 6855 4th St NW Los Ranchos de Albuquerque, no Novo México. Enquanto alguns moradores estavam insatisfeitos com o túmulo improvisado para o encerramento do show, os ingressos para o evento arrecadaram mais de US$ 30 mil para uma instituição de caridade local chamada Albuquerque Healthcare for the Homeless.

### Teoria alternativa sobre morte
Muitos fãs de Breaking Bad, incluindo o ator Norm MacDonald e a revista de Nova York Emily Nussbaum, propuseram uma teoria, na qual a maior parte do final da série aconteceu na mente de Walt, e ele realmente morreu no Volvo roubado no início dele. Enquanto Nussbaum meramente afirmou que seria seu final preferido, MacDonald enfatizou os cenários aparentemente irreais do último dia de Walt, bem como o que ele considerou como uma atuação não confiável. No entanto, o criador da série Vince Gilligan desmentiu esta teoria, explicando que Walt não poderia ter sabido várias coisas que aconteceram, como Jesse sendo mantido em cativeiro pela gangue de Jack em vez de ser assassinado por eles, ou que Todd começou a se reunir com Lydia sobre o meth trade.